# Puerto de El Candado
El Puerto de El Candado es un puerto deportivo situado en el distrito Este de la ciudad de Málaga, España.
El organismo propietario del puerto es la Empresa Pública de Puertos de Andalucía, pero se gestiona a través de una concesión privada. Dispone de servicios de vigilancia 24 horas, duchas y aseos, agua potable, electricidad, recogida de aceites usados, recogida de basuras, varadero y grúa.
Se prevé una ampliación del puerto con nuevas obras de abrigo tendrá ocho pantalanes en lugar de los cuatro que tiene actualmente también se construirá un aparcamiento subterráneo tendrá una ocupación en tierra de 50. 50.740 m².